# Zurite (distrito)

Mapa de localização do distrito

O Distrito peruano de Zurite é um dos 9 distritos da província de Anta, situada na região de Cusco, no Peru.

## Transporte
O distrito de Zurite é servido pela seguinte rodovia:
- PE-3S, que liga o distrito de La Oroya à Ponte Desaguadero (Fronteira Bolívia-Peru) - e a rodovia boliviana Ruta 1 - no distrito de Desaguadero (Região de Puno)  [1][2][3]